# Mijo Udovčić
Mijo Udovčić est un joueur d'échecs croate né le 11 septembre 1920 à Stara Jošava (localité de Orahovica (Virovitica-Podravina)) et mort le 8 septembre 1984 à Zagreb.

## Biographie et carrière
Mijo Udovčić reçut le titre de maître international en 1957. Il reçut le titre de grand maître international en 1962 après sa performance au tournoi de Dortmund en 1961 (deuxième-troisième ex æquo avec Vassily Smyslov, derrière Mark Taïmanov).
Il participa à quatorze finales du championnat de Yougoslavie.
Il finit troisième du championnat de Yougoslavie en 1950 et 1952 puis deuxième en 1961 à Zagreb.
Il remporta le championnat de Yougoslavie en 1963, ex æquo avec Borislav Ivkov. 

### Compétitions par équipe
Mijo Udovčić participa à l'olympiade d'échecs de 1964 à Tel Aviv comme premier remplaçant, marqua cinq points sur sept et remporta la médaille d'argent par équipe.
Lors du championnat d'Europe d'échecs des nations de 1961 à Oberhausen, il marqua 7 points sur 10 et remporta la médaille d'argent par équipe.

### Tournois individuels
Outre sa victoire au championnat de Yougoslavie de 1963 à Zenica (15 / 21), Udovčić remporta les tournois suivants :
- Borovo en 1948,
- Vinkovci en 1949,
- Zagreb en 1949,
- Bitolj en 1950 (tournoi de candidats maîtres),
- Zadar en 1950 et 1951,
- Porec en 1951,
- Zagreb en 1951 (championnat),
- Sombor en 1952,
- Zagreb en 1954 (tournoi jubilé),
- Vukovar en 1954,
- Križevci en 1957,
- Tuzla en 1958,
- Split en 1960[3],
- Zagreb en 1960 (championnat de Croatie), et
- Pula en 1963.

Il termina également :
- troisième du tournoi international de Ljubljana en 1955 ;
- deuxième des tournois internationaux de Zagreb en 1961, de Dortmund en 1961 (derrière Taïmanov) et de Berlin-Est en 1962 (mémorial Lasker).